# Historia del liberalismo
La Historia Del Liberalismo se extiende por la mayor parte de los últimos cuatro siglos, a partir de la Revolución francesa y continuó después del final de la Guerra Fría. El liberalismo comenzó como una doctrina general y un esfuerzo político en respuesta a las guerras religiosas establecidas en Europa, durante los siglos XVI y XVII, aunque el contexto histórico de la ascendencia del liberalismo se remonta a la Edad Media. Los fundamentos intelectuales del liberalismo fueron establecidos por John Locke, con lo cual apuntó a un mayor impulso de la Ilustración, que cuestionaba las viejas tradiciones de las sociedades y los gobiernos, en el siglo XVII. Estas nuevas tendencias se unieron finalmente en poderosos movimientos revolucionarios que derrocaron regímenes arcaicos en todo el mundo, especialmente en Europa, América Latina y América del Norte.
La primera encarnación notable de la agitación liberal llegó con la Revolución estadounidense, y el liberalismo plenamente explotado como un movimiento global contra el viejo orden durante la Revolución francesa, que ha marcado el ritmo para el futuro desarrollo de la historia humana. Los liberales clásicos, que en líneas generales destacaron la importancia de los mercados libres y las libertades civiles, dominaron la historia liberal durante un siglo después de la Revolución francesa. El inicio de la Primera Guerra Mundial y la Gran Depresión, sin embargo, aceleró las tendencias iniciadas en Gran Bretaña a finales del siglo XIX hacia el social liberalismo que hizo hincapié en un mayor papel del Estado en el mejoramiento de las condiciones sociales devastadoras. A principios del siglo XXI, las democracias liberales y sus características fundamentales -el apoyo a las constituciones, elecciones libres y justas, el pluralismo político- han prevalecido en la mayoría de regiones de todo el mundo. 

## Preludio
Después de varios siglos de dominación, el Imperio Romano en el año 476 irrevocablemente se dividió. La parte oriental del mundo romano se convirtió en el Imperio Bizantino y la Imperio romano de Occidente parte occidental se fracturó en una serie de reinos que, en conjunto representan una sombra del águila romana antigua. Sin embargo, a pesar de estos enormes cambios geopolíticos, una constante permaneció para dar a Europa una cierta sensación de unidad y estabilidad: el cristianismo. Originalmente insultados como una secta marginal, los cristianos fueron perseguidos durante siglos después de la muerte de Jesús, pero pronto se extendieron de manera eficiente en todo el imperio a pesar del acoso constante por parte de las autoridades romanas, apelando especialmente a los pobres y aquellos en la parte inferior de la escala social. Cuando Constantino integró a los cristianos en la vida romana en el siglo IV, el escenario estaba listo para la eventual dominación de la religión cristiana. Si bien el Imperio romano se hundió y se dividió, el cristianismo se arraigó suficientemente en el tejido de la sociedad para sobrevivir al caos sociopolítico que caracterizó el período.

La Reforma Protestante y la Contrarreforma en Europa. Las tierras protestantes se muestran en azul y las tierras católicas en verde oliva. La Iglesia trató de revertir los avances protestantes durante más de un siglo antes de la Guerra de los Treinta Años deteniendo finalmente una expansión de los católicos a gran escala. El fracaso de la Contrarreforma fue uno de los principales chispas para el surgimiento del liberalismo en Europa.

El cristianismo proveyó al mundo europeo post-romano con un sentido de propósito y dirección. Las experiencias europeas en la Edad Media se caracterizaban a menudo por el miedo, la incertidumbre y la guerra -siendo esta última especialmente endémica en la vida medieval. Las sociedades cristianas en gran medida creían que la historia se desarrollaba de acuerdo a un plan divino sobre el cual los seres humanos tenían poco control. Algo parecido a una relación quid pro quo surgió entre la Iglesia católica y los gobernantes regionales: la Iglesia dio a los reyes y reinas la autoridad para gobernar, mientras que estos últimos propagaron el mensaje de la fe cristiana y otorgaron la licitación de las fuerzas cristianas sociales y militares. Esta fue una relación astuta, simbiótica en un mundo plagado de incertidumbres y peligros. Durante gran parte de la Edad Media, la autoridad de la Iglesia era prácticamente incuestionable e indiscutible. Los líderes que impugnaban esta autoridad tenían severas reprimendas y en ocasiones eran avergonzados, incluso públicamente, como lo demuestra el emperador Enrique IV del Sacro Imperio Romano Germánico quien esperó descalzo en la nieve en el fuerte de Canosa para recibir el perdón del Papa. El mundo era muy piadoso y la religión se impregnaba en todos los aspectos de la vida. La influencia de la Iglesia podía ser vista por el simple hecho de que muchos términos que a menudo se refierían a la sociedad europea mostraban una visión global. Cuando se invocó la voluntad de Dios en 1095, la Iglesia preparó el escenario para docenas de cruzadas contra los paganos, los musulmanes, y varios otros grupos.
La Iglesia experimentó momentos afortunados que duraron siglos, pero los acontecimientos externos y las luchas internas paralizaron el poder de la mayor institución en la vida europea. En el siglo XIV, las disputas sobre la sucesión papal (sobre quién era el Papa y quien no) sacudió al mundo occidental. Estas disputas dañaron significativamente la reputación de la Iglesia. A mediados del siglo XIV también apareció la propagación de la peste negra, que exterminó aproximadamente hasta un tercio de la población europea (unos 20 millones de seres humanos murieron en tan solo unos años). Estas tasas de mortalidad enormes indignaron a las personas en todo el continente, y gran parte de su ira estaba dirigida a la Iglesia, que era vista como ineficaz frente a la carnicería.[cita requerida] La peste negra tuvo una profunda influencia en la historia europea futura, sentando las bases -a través de los levantamientos campesinos y la aparición eventual de una pequeña clase de los propietarios- para el eventual pluralismo que se convirtió en un sello distintivo del mundo liberal.
El surgimiento del Renacimiento en el siglo XV también contribuyó a debilitar las incondicional sumisión a la Iglesia mediante la revitalización del interés por la ciencia y en el mundo clásico. En el siglo XVI, la Reforma Protestante se desarrolló a partir de sentimientos que vieron a la Iglesia como una orden opresora dominante demasiado involucrado en la estructura feudal y señorial de la sociedad europea. En respuesta a la Reforma Protestante, la Iglesia y los reinos católicos pusieron en marcha la Contrarreforma para contener la propagación de aquella, pero este último recurso desembocó  en la Guerra de los Treinta Años, un conflicto bélico europeo que duró desde 1618 hasta 1648. La guerra tuvo efectos devastadores en ambos bandos y no consiguió los objetivos pretendidos. La división religiosa de Europa, entre Protestantes y Católicos, se convirtió en un hecho decisivo para la Historia.
En Inglaterra, las disputas internas entre Protestantes y Católicos y el conflicto por el poder político, entre el Parlamento y el rey Carlos I, provocaron una masiva guerra civil en la década de 1640. Carlos fue ejecutado en 1649 y el Parlamento logró (con la Revolución Gloriosa de 1688) el establecimiento de una monarquía limitada y constitucional. Estos frenéticos eventos desataron un diluvio de diálogo social y político en los círculos intelectuales ingleses. Los principios básicos de la ideología liberal surgieron de estos debates.

## Orígenes

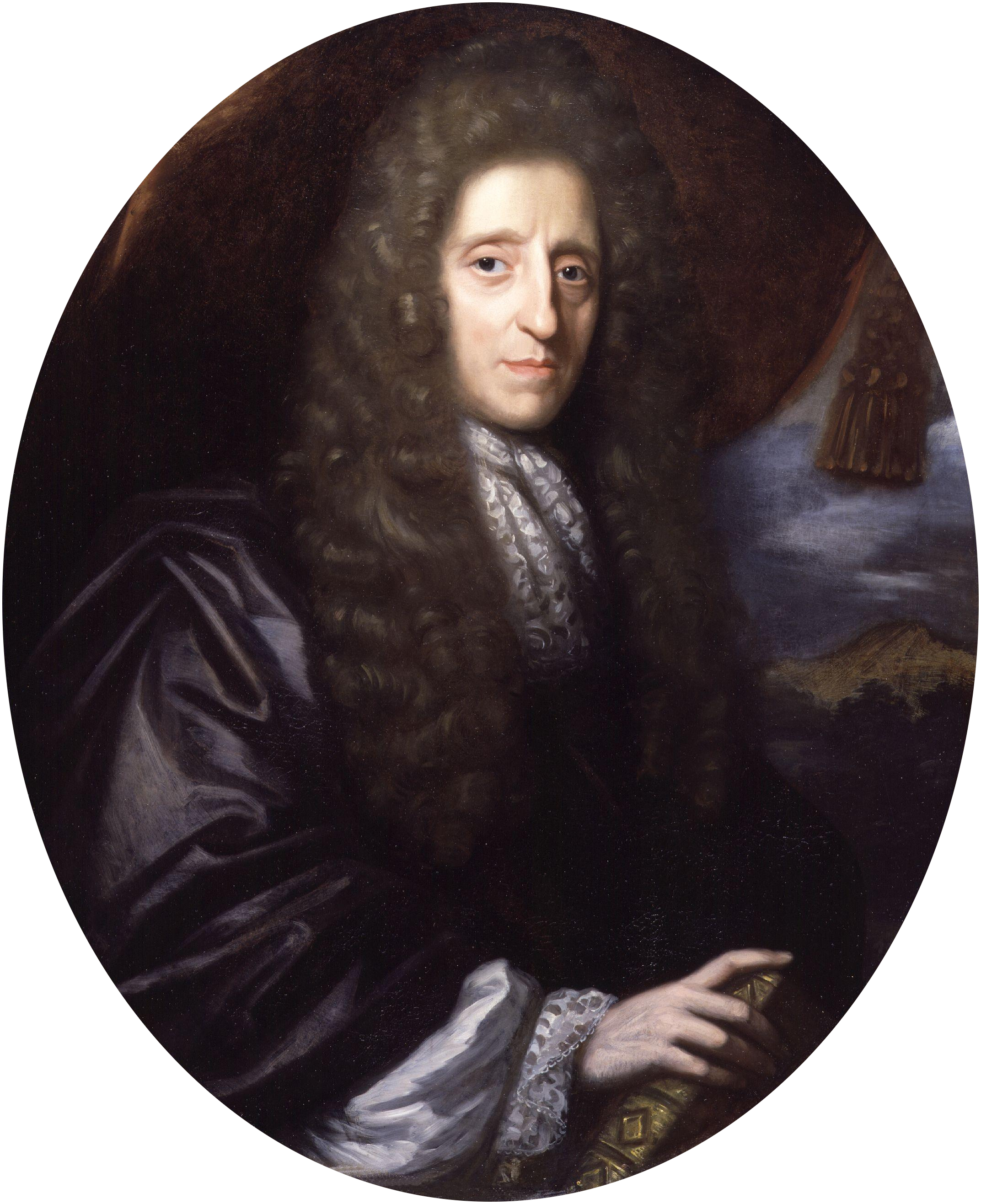
John Locke es considerado como el "padre del liberalismo" por sus importantes aportaciones a la filosofía liberal. Locke describió algunos de los principios elementales del naciente movimiento social, como el derecho a la propiedad privada y el consentimiento de los gobernados.

En los inicios, el fundador del pensamiento liberal como una ideología nueva y diferente, y a menudo identificado como el "padre del liberalismo", fue John Locke, un médico y filósofo inglés cuyas palabras, más tarde, inspiraron revoluciones. Locke debatía sobre controversias políticas con algunos de los intelectuales más famosos de la época, pero su mayor rival fue Thomas Hobbes. El liberalismo se origina en una disputa entre Hobbes y Locke analizando la política de la época y discrepando en varias cuestiones sustanciales cuyos argumentos inspiraron las teorías del contrato social que resumía la relación entre las personas y sus gobiernos. Sus respectivas simpatías políticas y afiliaciones sin duda inspiraron sus ideas. Hobbes apoyó la monarquía y Locke respaldaba al Parlamento. Hobbes era partidario de la autoridad centralizada y dictatorial. Locke prefería la legislatura porque entendía que el Parlamento encarnaba la voluntad del pueblo. Locke desarrolló una doctrina política relativamente radical que le valió la asignación de la paternidad liberal, argumentando que el gobierno requiere el consentimiento de los gobernados. En su influyente obra Dos tratados sobre el gobierno civil (en inglés:Two Treatises of Government) de 1660, texto fundacional de la ideología liberal, dio una idea general de sus principales ideas. Una vez que los humanos salieron de su estado natural y las sociedades formadas, Locke alegó lo siguiente: "Lo que comienza y, de hecho, constituye toda sociedad política no es más que el consentimiento de cualquier número de hombres libres capaces de alcanzar una mayoría para unirse e integrarse en una sociedad. Y esto es lo único que hizo o pudo dar inicio a cualquier gobierno legítimo en el mundo". La insistencia estricta en que el gobierno legítimo no tiene una base sobrenatural era una clara ruptura con la mayoría de las tradiciones de gobierno anteriores. Un científico político describió esta nueva forma de pensar de la siguiente manera: "En la concepción liberal, no hay ciudadanos en el régimen que puede pretender gobernar por derecho natural o sobrenatural, sin el consentimiento de los gobernados".
Locke tenía otros oponentes intelectuales, además de Hobbes. En el primer tratado, Locke dirigió sus armas en primer lugar contra uno de los decanos ingleses del siglo XVII de la filosofía conservadora: Robert Filmer. La obra Patriarcha de Filmer (1680) abogó por el Derecho divino de los reyes, apelando a la enseñanza bíblica, afirmando que el poder otorgado a Adán por Dios dio a los sucesores de Adán en la línea masculina de descendencia de un derecho de dominio sobre todos los otros seres humanos y criaturas en el mundo. Sin embargo, Locke estaba en desacuerdo muy a fondo y obsesivamente con Filmer, tanto que el "Primer Tratado" es casi una refutación frase por frase del Patriarcha. Reforzando su respeto por el consenso, Locke argumentaba que "la sociedad conyugal se compone por un pacto voluntario entre hombres y mujeres". Locke sostenía que la concesión de dominio en el Génesis no era el de los hombres sobre las mujeres, como Filmer creía, sino de los seres humanos sobre los animales. Locke no era ciertamente un feminista para los estándares modernos, pero logra convertirse en el primer pensador liberal importante en la historia de una igualmente importante tarea en el camino de hacer el mundo más plural: la integración de la mujer en la teoría social.
La historia del liberalismo continuó después de Locke. El filósofo francés René Descartes cuestionó en el siglo XVII si hubiera creencia alguna que uno podría sostener a priori. Concluyó que la propia existencia "pienso, luego existo" y la existencia de una deidad sobrenatural fueron tales dos creencias.
Las colonias estadounidenses habían sido leales súbditos británicos durante décadas, pero las tensiones entre ambas partes se exacerbaron en la Guerra de los Siete Años, que duró entre 1756 y 1763. La guerra vació las arcas públicas británicas y forzó a la monarquía a exprimir más y más recursos de sus reclacitrantes colonias. Las colonias resintieron estos impuestos sin representación y decidieron, después de una miríada de discusiones internas y peticiones al gobierno británico, que declararían la independencia y encararían las consecuencias. La Declaración de Independencia, escrita por Thomas Jefferson, se hizo eco convincentemente de John Locke: Sostenemos como evidentes por sí mismas dichas verdades: que todos los hombres son creados iguales; que son dotados por su Creador de ciertos derechos inalienables; que entre estos están la vida, la libertad y la búsqueda de la felicidad. Los enfrentamientos militares en la Guerra de Independencias de los Estados Unidos empezaron en 1775 y acabaron en 1781, cuando el ejército franco-estadounidense combinado con la flota francesa embotelló miles de tropas británicas en la Batalla de Yorktown. La Revolución estadounidense acabó en 1783 con el Tratado de París, en el cual los británicos reconocían la independencia de las colonias en América.
Después de la guerra, las colonias debatieron sobre cómo seguir adelante. El primer intento de cooperación apareció en los Artículos de la Confederación, los cuales fueron finalmente vistos como demasiados inadecuados para proveer seguridad o incluso un gobierno funcional. Las colonias decidieron en la Convención Constitucional en 1787 resolver los problemas derivados de los Artículos de la Confederación. La resultante Constitución de los Estados Unidos fue un documento monumental en la historia de los Estados Unidos así como en la mundial. En el contexto de la época, la Constitución era un documento extremadamente revolucionario y liberal. Los estadounidenses evitaron el sistema monárquico y establecieron una república, sentando las bases para más de dos siglos de expansión democrática liberal a lo largo del globo. La Constitución reveló el grado en el que la Ilustración había influido en las colonias estadounidenses. La fábrica básica del nuevo gobierno estadounidense se levantó desde la páginas de un filósofo francés, el Barón de Montesquieu, cuyo libro El espíritu de las leyes (1748) sentó las bases para una república con tres ramas de gobierno: el poder ejecutivo, el legislativo y el judicial. Los políticos y teoricistas estadounidenses que crearon la Constitución también tenían una gran influencia de las ideas de Locke. Como un historiador escribió: "La adopción estadounidense de la teoría democrática que todos los gobiernos derivan sus justos poderes del consentimiento de los gobernados, como ya había sido puesto en la Declaración de Independencia, fue histórica". La Revolución estadounidense fue una lucha importante en la historia liberal, y fue rápidamente seguida por la más importante: la Revolución Francesa.

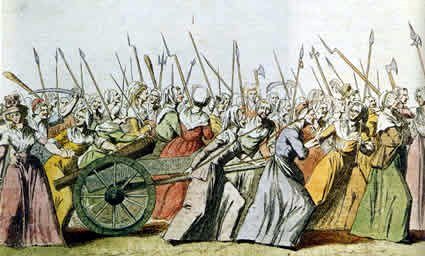
La marcha de las mujeres de Versalles en octubre de 1789, uno de los ejemplos más famosos de la participación política popular durante la Revolución Francesa, obligó a la corte real a volver a París. Se quedaría allí hasta la proclamación de la Primera República en 1792.

Tres años después de comienzo de la Revolución Francesa, el escritor alemán Johann von Goethe, según se dice, dijo a los prusianos derrotados después de la Batalla de Valmy que "desde este lugar y desde esta época en adelante comienzo una nueva era en la historia del mundo, y todos vosotros podéis decir que estabais presentes en su nacimiento". Los historiadores ven ampliamente la Revolución como uno de los eventos más importantes en la historia de la humanidad, y el final de la Edad Moderna es atribuido al comienzo de la Revolución de 1789. La Revolución suele ser vista como el punto de inicio de la era moderna," y sus convulsiones son ampliamente asociadas con "el triunfo del liberalismo".
Al describir la política de participación de la Revolución Francesa, un historiador comentó que "miles de hombres, e incluso muchas mujeres ganaron experiencia de primera mano en la arena política: se habló, leyó y escuchó en nuevas formas, votaron, se unieron a nuevas organizaciones, y marcharon por sus objetivos políticos. La Revolución se convirtió en una tradición, y el republicanismo en una opción duradera". Para los liberales, la Revolución era su momento de definición, y más tarde los liberales aprobaron la Revolución Francesa, casi en su totalidad, "no sólo sus resultados sino el acto en sí mismo", como dos historiadores señalaron.
La Revolución Francesa empezó en 1789 con la convocación de los Estados Generales en mayo. El primer año de la ´Revolución fue testigo de como los miembros del Tercer Estado proclamaron el Juramento del Juego de Pelota en junio, la Toma de la Bastilla en julio, la aprobación de la Declaración de los Derechos del Hombre y del Ciudadano en agosto, y la épica marcha sobre Versalles, que forzó a la corte real a volver a París en octubre. Los años siguientes estuvieron dominados por tensiones entre varios asamblearios liberales y conservadores monárquicos intentando frustrar las principales reformas. Se proclamó la república en septiembre de 1792 y el rey Luis XVI fue ejecutado al año siguiente. Eventos externos también tuvieron un papel dominante en el desarrollo de la Revolución. Las Guerras Napoleónicas empezaron en 1792 y dieron lugar a una serie de espectaculares victorias francesas: la conquista de la península Italiana, los Países Bajos, y la mayor parte de los territorios al oeste del Rin -logros que fueron eludidos por los anteriores gobiernos franceses durante siglos. Internamente, los sentimientos populares radicalizaron la Revolución, culminando en el brutal  Reinado del Terror entre 1793 y 1794. Después de la caída de Robespierre y de los jacobinos, el Directorio asumió el control del estado en 1795 y mantuvo el poder hasta 1799, cuando fue sustituido por el Consulado bajo Napoleón Bonaparte.
Napoleón gobernó como Primer Cónsul durante unos cinco años, centralizando el poder y racionalizando la burocracia en el camino. Las Guerras Napoleónicas, que enfrentaron a los herederos de un estado revolucionario en contra de las viejas monarquías de Europa, empezaron en 1805 y se prolongaron durante una década. Junto con sus botas y fusiles Charleville, los soldados franceses llevaron al resto del continente europeo, la liquidación del sistema feudal, la liberalización de las leyes de propiedad, el final de los derechos señoriales, la abolición de los gremios, la legalización del divorcio, la desintegración de guetos judíos, el colapso de la Inquisición, la destrucción permanente del Sacro Imperio Romano, la eliminación de los tribunales de la iglesia y la autoridad religiosa, el establecimiento del sistema métrico decimal, y la igualdad ante la ley para todos los hombres. Napoleón escribió que "los pueblos de Alemania, de Francia, Italia y España, desean ideas de igualdad y liberales". Algunos historiadores sugieren que pudo haber sido la primera persona en utilizar la palabra "liberal" en un sentido político. También gobernó a través de un método que un historiador describió como "dictadura civil", que "atrajo su legitimidad de la consulta directa con el pueblo, en la forma de un plebiscito". Sin embargo, Napoleón no estaba siempre a la altura de los ideales liberales que defendía. Su logro más duradero, el Código Civil, fue "un objeto de emulación en todo el mundo" pero también perpetuó una mayor discriminación contra las mujeres bajo la bandera del "orden natural".
Las persistentes ambiciones francesas en combinación con un largo conflicto contra Gran Bretaña, el fracaso del sistema continental, y la catástrofe en Rusia condujo a la caída del Primer Imperio en 1815, en los campos de Waterloo, donde la Guardia Imperial hizo su última parada en el marco del ritmo de la Marsellesa, que fue prohibida en la Restauración borbónica. Klemens von Metternich, el canciller de Austria, construyó las bases de las décadas conservadores que se prolongaron hasta mediados del siglo XIX. Este periodo sin precedentes de caos y revolución, sin embargo, había introducido en el mundo un nuevo movimiento e ideología que no tardarían en recorrer el globo.

## Hijos de la Revolución
El mundo después de la Revolución Francesa dio a los liberales una oportunidad para reformar las estructuras básicas de la sociedad. Movimientos ciudadanos abolicionistas y sufragistas empezaron a cuajar en el siglo XIX a lo largo del mundo occidental. Lentamente pero a paso seguro, las ideas democráticas se extendieron. El poder parlamentario en Gran Bretaña creció. Francia estableció una república duradera en la década de 1870 y una guerra en Estados Unidos aseguró la supervivencia de esas nación y señaló el fin de la esclavitud. Mientras tanto, una extraña variedad de sentimientos liberales y nacionalistas aparecieron en Francia, Italia y Alemania. Tales países se convirtieron en naciones a finales del siglo XIX. La agitación liberal en América Latina alcanzó su punto álgido cuando la región fue gradualmente integrada en los patrones políticos y sociales comunes del mundo moderno.
Los liberales después de la Revolución quisieron desarrollar un mundo libre de la intervención gubernamental, o al menos libre de demasiada intervención gubernamental. Apoyaron el ideal de libertad negativa, el cual consiste en la ausencia de coerción y la ausencia de coacción externas. Creían que los gobiernos eran cargas pesadas y querían que se mantuvieran fuera de las vidas de los individuos. Los liberales presionaron a la vez para la expansión de los derechos civiles y de los mercados libres así como el libre comercio como parte de la Revolución Industrial.